# Karen Blanguernon
Karen Blanguernon est une actrice et romancière française, née le 24 octobre 1935 à Paris et morte le 22 novembre 1996 à New York.

## Biographie
Karen Renée Blanguernon épouse en 1956 Guy Bedos qui, à l'époque, aspire comme elle à devenir comédien et dont elle divorce en 1960 ; ils ont ensemble une fille, en 1957, Leslie Bedos.
Elle joue en 1959 un second rôle dans un film de Claude Chabrol, Les Bonnes Femmes. Elle obtient ensuite quelques autres rôles, notamment un rôle principal dans une adaptation d'une œuvre de Heinrich Böll par le réalisateur autrichien Herbert Vesely, Das Brot der frühen Jahre. Elle fait également partie de la distribution d'un film de Sydney Pollack, Un château en enfer.
Elle est pressentie pour le rôle de Catrine dans le Je t'aime, je t'aime d'Alain Resnais (pour qui elle a déjà tourné quelques années auparavant dans Loin du Vietnam), rôle finalement tenu par Olga Georges-Picot.
Elle se remarie ensuite avec le chorégraphe et réalisateur Dirk Sanders ; ils ont ensemble une fille Tessa Van Hoogstraten en 1961.
Karen Blanguernon se suicide à New York en 1996, à l'âge de 61 ans.

### Filmographie
- 1960 : Les Bonnes Femmes : la fille du bal
- 1961 : Les Godelureaux
- 1962 : Le Pain des jeunes années (Das Brot der frühen Jahre) : Gertrud
- 1963 : Le Tout pour le tout : Marie
- 1964 : Meurtres au sommet (Der Chef wünscht keine Zeugen) : Vers Svenson
- 1965 : Chambre à louer (série TV) : Laurence Dulac
- 1967 : Loin du Vietnam (rôle muet dans la séquence Claude Ridder, réalisée par Alain Resnais)
- 1968 : Tu seras terriblement gentille de Dirk Sanders : Clara Verly
- 1969 : Morire gratis
- 1969 : Le Voleur de crimes
- 1969 : Un château en enfer (Castle Keep) : la reine de cœur
- 1969 : Le Clan des Siciliens : Theresa
- 1971 : Le Portrait de Marianne : Marianne
- 1971 : Léa l'hiver : Léa
- 1971 : La Maison sous les arbres : Miss Hansen
- 1974 : Malaventure ép. « Monsieur seul » de Joseph Drimal
- 1981 : Oxalá : Leslie

### Television
- 1974  De l'autre côté de la Nuit de Dirk Sanders avec Ivry Gitlis

## Publications

### Romans
- La Vie volée, Denoël, 1981 (BNF 34659610)  (ISBN 978-2-207-22800-5)
- Coups bas, Denoël, 1982  (ISBN 978-2-207-22800-5)
- Léa s'en va, Balland, 1989  (ISBN 978-2-7158-0736-5)
- Ne pas dépasser la dose prescrite, éditions de l'Archipel, 1991  (ISBN 978-2-909241-10-4)